# Michelfeld (powiat Schwäbisch Hall)
Michelfeld – miejscowość i gmina w Niemczech, w kraju związkowym Badenia-Wirtembergia, w rejencji Stuttgart, w regionie Heilbronn-Franken, w powiecie Schwäbisch Hall, wchodzi w skład wspólnoty administracyjnej Schwäbisch Hall. Leży nad rzeką Bibers, ok. 5 km na zachód od Schwäbisch Hall, przy drodze krajowej B14, częściowo na terenie Lasu Szwabsko-Frankońskiego.